# Rakovice (Tschechien)
Rakovice (deutsch Rakowitz) ist eine Gemeinde in Tschechien. Sie liegt fünf Kilometer nördlich von Mirotice und gehört zum Okres Písek.

## Geographie

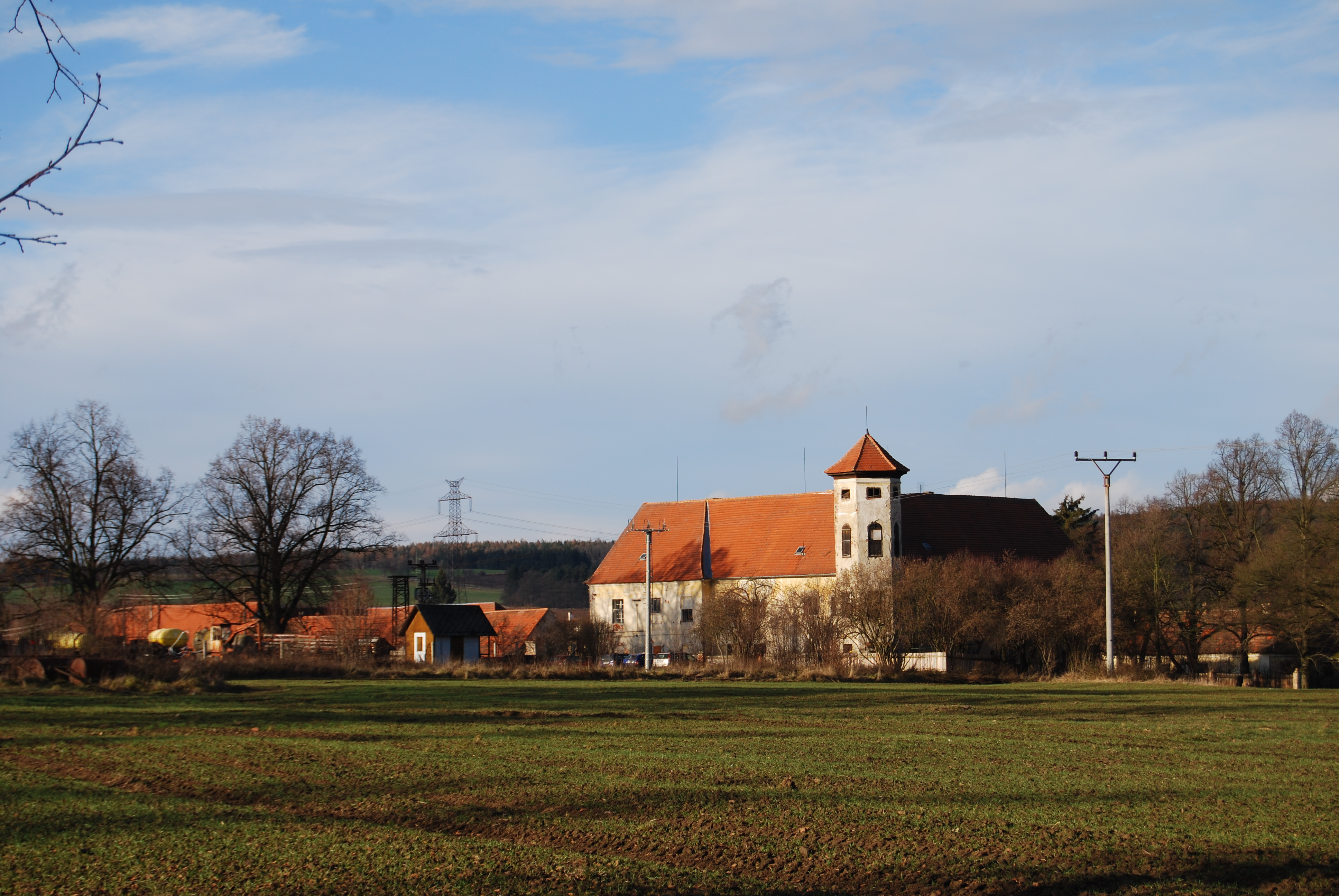
Ortsansicht

Rakovice befindet sich im Tal des Baches Rakovický potok in der Blatenská pahorkatina. Nördlich erhebt sich der Jezvinec (545 m), im Süden der Chlum (532 m), südwestlich der Hrad (Schafberg, 574 m) sowie im Nordwesten der Křemenec (559 m) und die Hora (522 m).
Nachbarorte sind U Vršeckého, Nad Řištinami und Horní Nerestce im Norden, Krsice und Rabuška im Nordosten, Čimelice im Osten, Smetanova Lhota im Südosten, U Macků und Rakovické Chalupy im Süden, Boudy, Lučkovice, Výšice und Chrást im Südwesten, U Nováka, Na Kozmovci, Na Krůvku, Svobodka, Ostrov und Na Pile im Westen sowie Pohoří, Minice, Slavkovická Hora, Slavkovice und Kakovice im Nordwesten.

## Geschichte
Archäologische Funde belegen eine frühzeitliche Besiedlung der Gegend. Auf dem Hrad befand sich seit dem 5. Jahrhundert v. Chr. eine keltische Burganlage. Die keltische Siedlung erlosch wahrscheinlich im 5. Jahrhundert v. Chr. und im 9. Jahrhundert wurde das Gebiet durch Slawen wiederbesiedelt.
Erstmals urkundlich erwähnt wurde königliche Gut Rakovice im Jahre 1045 anlässlich seiner Schenkung an das Stift Břevnov. Seit 1356 ist in Rakovice eine Kirche und eine Pfarrei nachweislich. Nach den Steuerbuch der erzbischöflichen Herrschaft Příbram von 1379 und dem Příbramer Urbar von 1390 war Rakovice das größte der 47 Dörfer der Herrschaft und bestand 1379 aus 82 Anwesen. Da eines der Güter deutlich größer als die anderen war, wird angenommen, dass sich in Rakovice zu dieser Zeit ein Landadelsgut befand. Der erste namentlich überlieferte Besitzer des Lehngutes Rakovice war in der zweiten Hälfte des 14. Jahrhunderts Zachar von Rakovice. Zwischen 1405 und 1491 ist die Familie Jezovec von Rakovice als Besitzer des Lehngutes und der Feste nachweisbar. Die Kirche wurde während der Hussitenkriege zerstört und die Pfarre Rakovice erlosch für immer. Seit dem Ende des 15. Jahrhunderts fehlen weitere Nachrichten über Belehnungen. In dieser Zeit wurde Jan der Jüngere Bejček von Nespečov als Besitzer erwähnt. Im Jahre 1574 kauften die Brüder Johann, Peter, Hendrych und Alesch Deym Ritter von Střitetz auf Čimelitz das Gut Rakowitz der Hofkammer als erblichen Besitz ab. 1597 ging Rakowitz an Alesch Deym Ritter von Střitetz auf Čimelitz über, ihm folgte dessen Sohn Peter. Dessen Güter wurden nach der Schlacht am Weißen Berg konfisziert. Im Jahre 1623 wurde der Protestant zum Verlust des Eigentums an Rakovice verurteilt. Das Gut fiel ins Lehnsverhältnis zurück und Deym hatte jährlich ein Hundertstel des Schätzwertes für das Gut an die Hofkammer abzuzahlen. Nachdem 1627 die Feste und der Hof niederbrannten, wurden Peter Deym von Střitetz diese jährlichen Abzahlungen erlassen. Im Jahre 1647 entließ Kaiser Ferdinand III. das Gut Rakowitz wieder aus dem Lehn. Nach Peter Deyms Tod verkauften seine vier Töchter das Gut 1653 an den sechsjährigen Johann Adalbert Wratislaw von Mitrowitz, dessen Vormünder in Rakowitz eine Brauerei anlegen ließen. 1657 ließ Johann Adalbert unter dem Titel Stará paměť Zehn Gebote für seine Untertanen niederschreiben. Er verkaufte das Gut im September 1658 an Ladislav Hrobčicky von Hrobčitz, der 1662 auch die Stadt Mirotitz erwarb. Er ließ zwischen 1665 und 1669 das Schloss umgestalten und wirkte zwischen 1681 und 1685 als Zweiter Kreishauptmann des Prachiner Kreises; in dieser Zeit war Rakowitz Sitz des Kreisamtes für den Prachiner Kreis. Ihm folgten seine drei Töchter und nach einer Erbteilung fiel das Gut Rakowitz 1705 an Johanna Theresia Hrobčicka, verheiratete Gräfin Millesimo zu.
Im Jahre 1714 erwarb der Hauptmann des Prachiner Kreises, Karl Gottlieb Freiherr von Bissingen auf Čimelitz das Gut Rakowitz und verlegte zunächst einen Sitz von Čimelitz in das komfortablere Schloss Rakowitz. Von Bissingen errichtete zwischen 1728 und 1730 in Čimelitz ein neues Schloss und schlug das Gut Rakowitz der Herrschaft Čimelitz zu. Während das Schloss Čimelitz als herrschaftlicher Wohnsitz diente, wurden im Schloss Rakowitz die Amtskanzlei und Beamtenwohnungen eingerichtet. Außerdem befand sich im Schloss Rakowitz ein Gefängnis und das herrschaftliche Archiv. Beide Schlösser ließ von Bissingen durch eine Lindenallee verbinden, zu deren Ausschmückung mit Skulpturen er zwischen 1736 und 1741 den Pilsener Bildhauer Jan Hammer nach Čimelitz holte. Mit der Neutrassierung der Passauer Kaiserstraße, die bis 1730 über Rakowitz und Mirotitz geführt hatte, verlor Rakowitz gegenüber dem damals noch deutlich kleineren Čimelitz, das an der neuen Chaussee lag, zunehmend an Bedeutung. 1742 erbte Karl Gottfried Graf von Bissingen die Herrschaft. Er verstarb am 4. Jänner 1771 ohne männliche Nachkommen, nachfolgende Besitzerin wurde seine Witwe Maria Appollonia, geborene Reichsgräfin Wratislaw von Mitrowitz. Diese setzte 1782 ihren Bruder Prokop Reichsgraf Wratislaw von Mitrowitz als Erben von Čimelitz ein. Dieser verkaufte die Herrschaft 1798 seinem Neffen Joseph Reichsgraf Wratislaw von Mitrowitz. 1834 erbte dessen Witwe Gabriele, geborene Gräfin Desfours die Herrschaft und übertrug sie der Verwaltung ihres Schwiegersohnes Karl II. Fürst zu Schwarzenberg auf Worlik. Im Jahre 1837 bestand Rakowitz aus 72 Häusern mit 490 Einwohnern, darunter drei Israelitenfamilien. Im Ort bestand ein altes Schloss mit der Wohnung des Amtsdirektors. Abseits lagen die aus je einer Rustikalchaluppe bestehenden Einschichten Pila (Na Pile) und Chlum (U Macků) sowie das Hegerhaus Chlum. Pfarrort war Čimelitz. Bis zur Mitte des 19. Jahrhunderts bildete Rakowitz das Amtsdorf des Dominiums Čimelitz und war der Allodialherrschaft Čimelitz samt Straschowitz und Slawkowitz untertänig.
Nach der Aufhebung der Patrimonialherrschaften bildete Rakovice/Rakowitz ab 1850 einen Ortsteil der Gemeinde Čimelice in der Bezirkshauptmannschaft Písek und dem Gerichtsbezirk Mirovice. Am 21. Februar desselben Jahres vererbte Gabriele Wratislaw von Mitrowitz Schwester Josefina Marie die Čimelitzer Güter ihrem Sohn Karl III. Fürst zu Schwarzenberg. Am 24. April 1874 lösten sich Rakovice und Rakovické Chalupy von Čimelice los und bildeten die Gemeinde Rakovice. Das herrschaftliche Archiv einschließlich des Katastralkartenarchives gingen 1876 verloren, als es der Gutsverwalter als Altpapier an einen Wiener Händler verkaufte. Die Freiwillige Feuerwehr gründete sich 1900. Auch nach der Bodenreform von 1924 blieb der Hof Rakovice als einer der kleineren Schwarzenberger Höfe unter der Verwaltung der Fürsten Schwarzenberg. Im Jahre 1926 begann die Elektrifizierung des Dorfes. In der Nacht vom 11. zum 12. Mai 1945 wurden im Hause des Müllers Dik in Rakovický Mlýn die Verhandlungen zwischen der Roten und der US-Armee über die Kapitulation der Wehrmacht und den Verlauf der Demarkationslinie in Westböhmen zwischen dem sowjetischen General Sergei Serjogin, dem US-Leutnant Allison und General von Pückler abgeschlossen; von Pückler erschoss sich danach im Haus Nr. 99 in Rakovice. Der Hof Rakovice wurde 1948 verstaatlicht und danach unter drei Besitzern aufgeteilt. 1964 erfolgte die Aufhebung der Gemeinde, wobei Rakovice nach Čimelice und Rakovické Chalupy nach Mirotice eingemeindet wurden. Rakovice löste sich am 24. November 1990 wieder von Čimelice los und bildete eine eigene Gemeinde. Rakovice führt seit 2009 ein Wappen und Banner.

## Gemeindegliederung
Für die Gemeinde Rakovice sind keine Ortsteile ausgewiesen. Zu Rakovice gehören die Einschichten Na Pile (Pila) und U Macků (Chlum).

## Sehenswürdigkeiten
- Schloss Rakovice, der zweiflügelige Renaissancebau mit sechseckigem Türmchen entstand zum Ende des 16. Jahrhunderts für die Ritter Deym von Střitetz anstelle einer alten Feste. Seine heutige Gestalt erhielt es zwischen 1665 und 1669 unter Ladislav Hrobčicky von Hrobčitz. Im 18. Jahrhundert wurde das Schloss mit dem benachbarten Schloss Čimelice durch eine Lindenallee mit sieben Skulpturenpaaren aus der Werkstatt von Jan Karel Hammer verbunden, die sich heute sämtlich in Čimelice befinden. 1948 erfolgte die Verstaatlichung. Danach diente das Schloss u. a. als Kindergarten und Wohnhaus. Besitzer des Schlosses ist seit 1993 Karel Schwarzenberg, der das heruntergekommene Schloss 2007 für 50 Jahre an das Flüchtlingshilfswerk Bürgervereinigung Berkat vermietet hat.
- Kapelle des hl. Rupert am Dorfplatz, sie wurde 1791–1792 errichtet und war ursprünglich dem hl. Johannes von Nepomuk geweiht. Dabei waren die Kosten für das Gemälde höher als die für die Heiligenfigur. Die Neuweihe der Kapelle erfolgte 1972 dem hl. Rupert, Grund dafür war eine falsche Angabe aus der 1910 erschienenen Beschreibung der Denkmäler des Píseker Kreises. Die Kapelle gehört zu den Kulturdenkmälern des Okres Písek.
- Huleš-Kapelle, Nischenkapelle an der Straße nach Pohoří. Sie gehört zu den Kulturdenkmälern des Okres Písek.
- Nischenkapelle des hl. Sebastian, am Ortsrand in Richtung Čimelice
- Nischenkapelle der hl. Anna, am unteren Teil des Dorfplatzes in Richtung Boudy. Sie entstand 1763 und wurde 1764 mit einem Ziergärtchen umgeben. Die Kapelle gehört zu den Kulturdenkmälern des Okres Písek.
- Denkmal für die Gefallenen des Ersten Weltkriegs aus dem Dorfplatz.
- Reste einer keltischen Burgstätte auf dem Hrad, erhalten sind Steinwälle
- Obelisk des hl. Gunther im Wald Chlum südlich des Dorfes, das dreiseitige pyramidenförmige Denkmal von 6 m Höhe steht auf drei Kugeln. In den Nischen befanden sich ursprünglichen Figuren der Hll. Wenzel, Ludmilla und Gunther. Das Denkmal soll Überlieferungen nach auf dem Grab von wegen Meuterei hingerichteten französischen Soldaten errichtet worden sein, nach anderen Angaben soll sich im Österreichisch-Französischen Krieg zwischen 1741 und 1743 an der Stelle ein Scharmützel mit französischen Truppen ereignet haben. Um den Obelisken ranken sich verschiedene Legenden, darunter die um den Mord an drei französischen Prinzessinnen oder über die Ermordung der drei Töchter des französischen Marschalls Broglia. Der Obelisk gehört zu den Kulturdenkmälern des Okres Písek.
- Schüttboden, Getreidespeicher südlich des Dorfes an der Straße nach Mirotice, er gehört zu den Kulturdenkmälern des Okres Písek.

Sehenswürdigkeiten
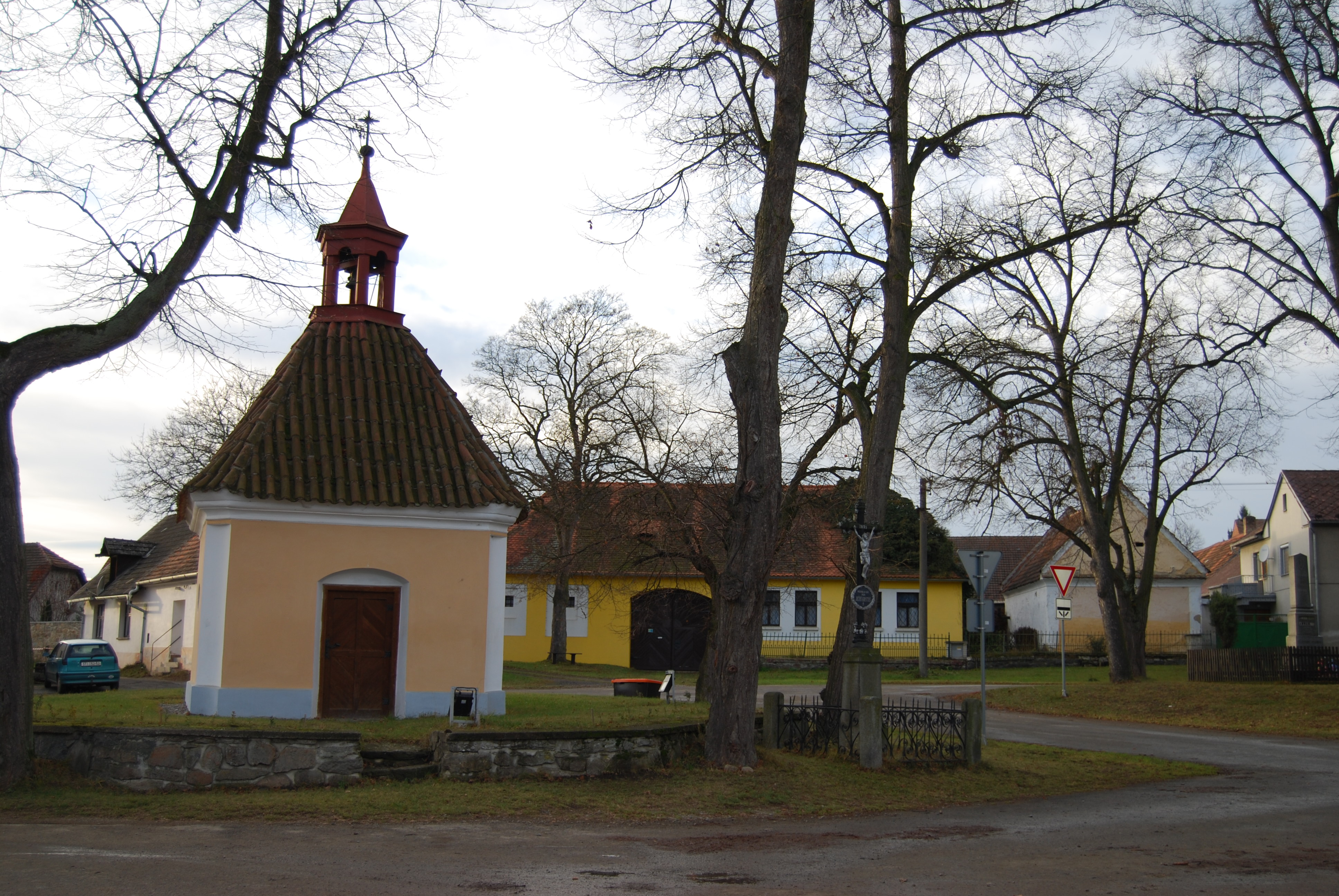
Kapelle des hl. Johannes von Nepomuk
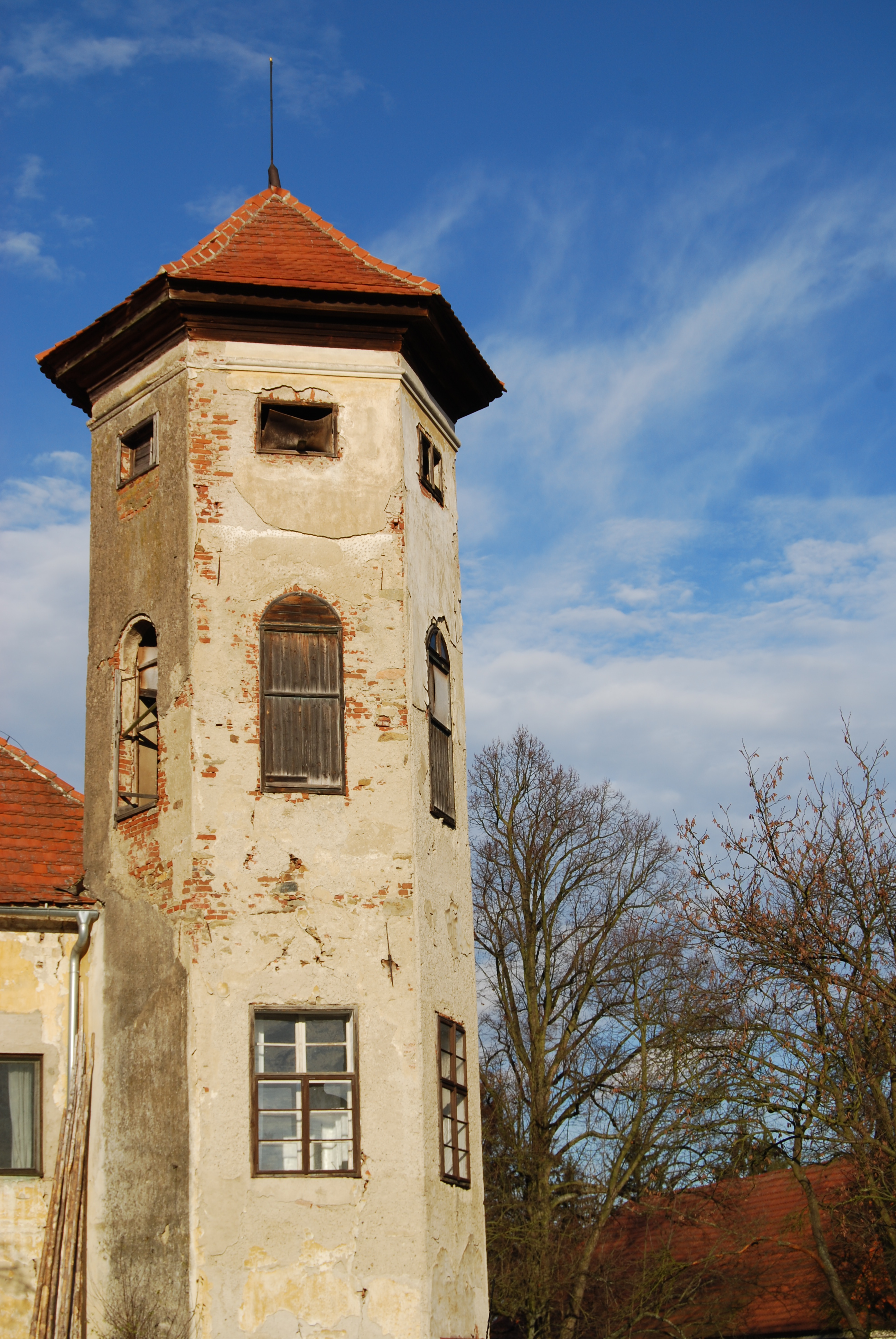
Schlossturm
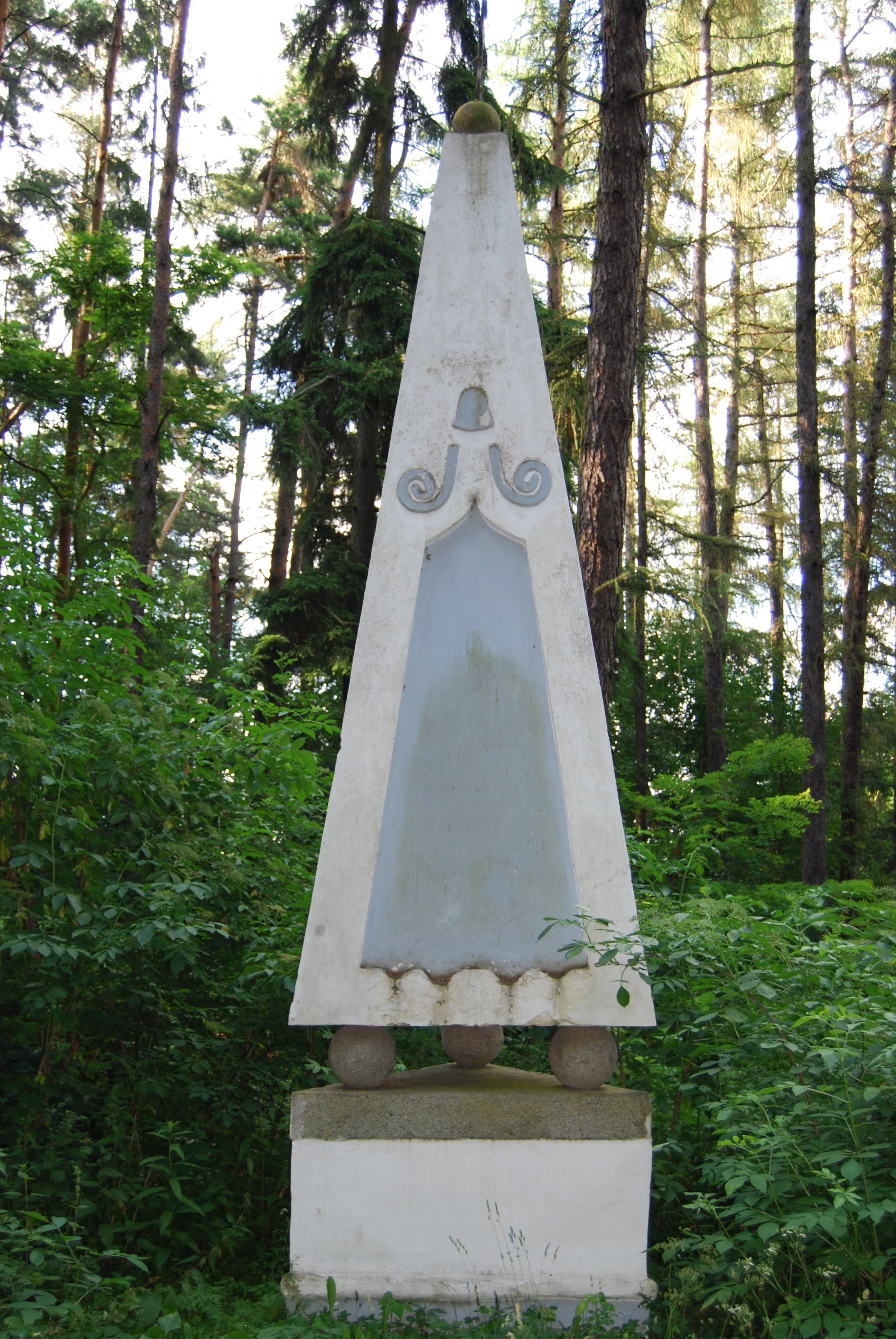
Obelisk des hl. Gunther
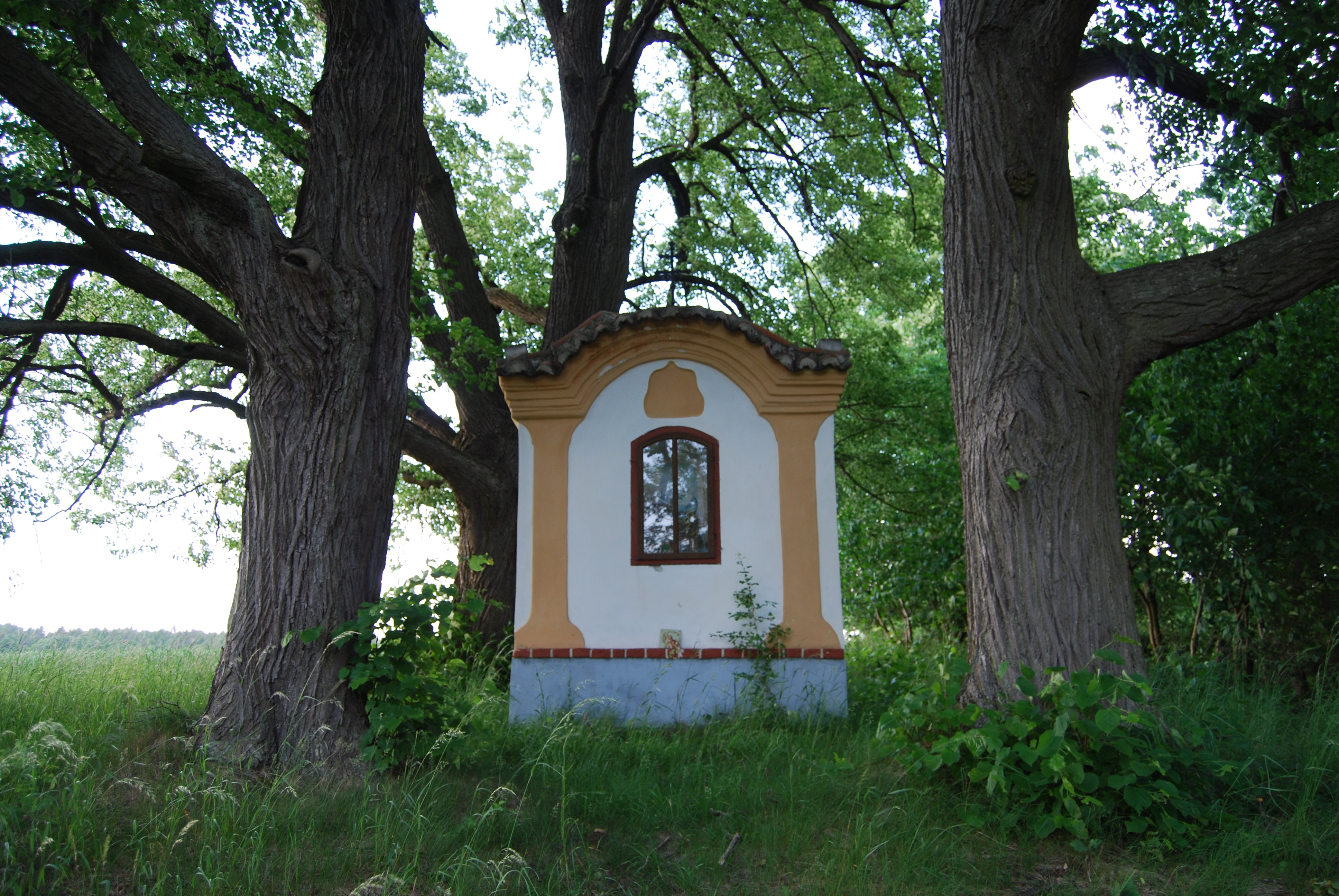
Huleš-Kapelle
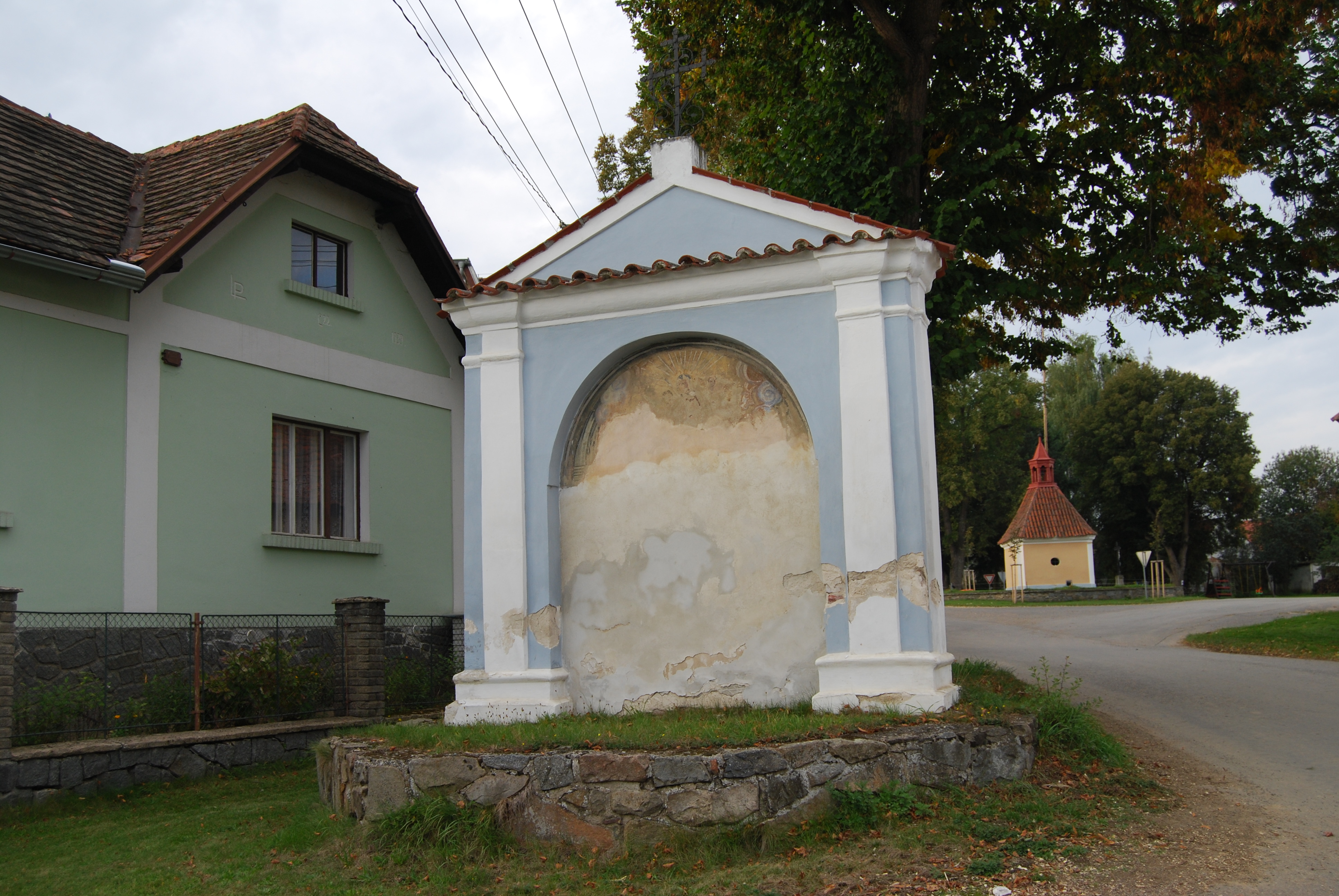
Kapelle der hl. Anna

## Söhne und Töchter der Gemeinde
- Josef Huleš (1813–1887), Oberbürgermeister von Prag